# Suptropi
Suptropi ili suptropska područja su jedna od klimatskih zona Zemlje. To su područja između tropa u dijelu prema ekvatoru i umjerene zone prema polovima, od prilike između 25° i 40° sjeverne i 25° i 40° južne širine. Ova područja imaju tipična tropska ljeta, dok zime nisu tropske. Postoje tri različita tipa suptropskih područja: sušna, vlažnih zima, i uvijek vlažna.
Prema vrlo raširenoj definiciji, suptropskim se područjem smatra ono, gdje je srednja godišnja temperatura viša od 20 °C, ali je srednja temperatura najhladnijih mjeseci ispod 20 °C.

## Sušni suptropi
Obilježja klime
- vegetacija je cjelogodišnja
- zimske padaline
- klima je cijelu godinu aridna
- klima je povezana s dobom dana
- solarna klima

Obilježja vegetacije
- relativno skromna biljna raznovrsnost
- prevladava pustinjska i stepska vegetacija

Primjeri
Sahara, pustinja Atacama, Bliski istok

## Suptropska područja s vlažnim zimama -sredozemna klima
Obilježja klime
- vegetacija traje cijelu godinu
- zimi pada kiša
- klima je aridna samo ljeti

Obilježja vegetacije
Prevladava tip vegetacije s tvrdim lišćem (makija), obilježen u području mediterana i na obalama Kalifornije zimzelenim vrstama hrastova - česvinom (Quercus ilex), hrastom plutnjakom (Quercus suber) i Quercus coccifera L., kao i poluzimzelenim makedonskim hrastom (Quercus trojana). Ta područja u Australiji posebno su obilježena dvema vrstama eukaliptusa, Jarrah (Eucalyptus marginata) i Marri (Eucalyptus calophylla). U Kaliforniji tu rastu mnoge vrste četinjača (Coniferae, Pinidae), među kojima posebnu pažnju izazivaju mamutovci (Sequoioideae). Zbog ranije nemilosrdne sječe šuma mnogi su krajevi sasvim goli, nema šume. No, gdje šume postoje, odlikuju se velikim brojem endemskih vrsta pa se svrstavaju u 25 područja s najvećim biološkom raznovrsnošću (biodiverzitet) na zemlji.
Primjeri
područje sredozemlja, središnji dio Čilea, jugozapadni dio Australije, Južna Afrika oko njenog najjužnijeg dijela

## Uvijek vlažni suptropi
Obilježja klime
- razdoblje vegetacije traje cijelu godinu
- maksimum padalina je ljeti

Obilježja vegetacije
- Ovdje rastu miješane šume s velikim brojem vrsta, no s manje epifita nego u tropskim šumama. U jugoistočnom dijelu Kine, kojeg se smatra globalnim centrom biološke raznovrsnosti, još uvijek žive mnogi rodovi koji su inače u drugim područjima izumrli.